# Seçkin Özdemir
Seçkin Özdemir (Estambul, 25 de agosto de 1981) es un actor, presentador de televisión, locutor de radio, disc-jockey y modelo turco, conocido por interpretar el papel de Sinan Malik en la serie Sevgili Geçmiş.

## Biografía
Seçkin Özdemir nació el 25 de agosto de 1981 en Estambul (Turquía), de origen Sinope y tiene un hermano mayor y dos hermanas mayores. Hasta sus años universitarios en Kocaeli, pasó su adolescencia en las calles de Gaziosmanpaşa.

## Carrera
Seçkin Özdemir completó su educación primaria y secundaria en Estambul y completó su educación universitaria en el departamento de economía de la Universidad de Kocaeli y también estudió teatro en el Centro de Arte Müjdat Gezen. En 2000, comenzó a trabajar como programador de radio en Red Fm, una de las radios regionales de música extranjera en Kocaeli y trabajó como DJ en Antalya, Estambul y Bodrum.
En 2008 hizo su primera aparición actoral con el papel de Burak en la serie Yaban Gülü. En 2011, ocupó el mismo papel en la serie Yalancı Bahar. En 2011 y 2012 interpretó el papel de Ilyas Avci en la serie Al Yazmalım. En 2012 interpretó el papel de Leo en la serie Muhteşem Yüzyıl. En 2013 y 2014 ocupó el papel de Korkut Ali en la serie Bir Aşk Hikayesi.
En 2014 interpretó el papel de Ali Yusuf Tan en la serie Günahkâr. Al año siguiente, en 2015, ocupó el papel de Adnan Korhan en la serie Racon: Ailem İçin. En 2015 y 2016 interpretó el papel de Bulut Ocak en la serie Acı Aşk. En 2016 y 2017, se unió al elenco de la serie Kiralık Aşk, interpretando el papel de Pamir Marden.
En 2017 interpretó el papel de Yaman en la película Bir Nefes Yeter dirigida por Yasemin Erkul Türkmenli. En el mismo año ocupó el papel de Barış Buka en la serie Ateşböceği. Al año siguiente, 2018, interpretó el papel de Gökhan en la película Bücür dirigida por Umut Kırca. En el mismo año actuó en las series Tehlikeli Karım (como Alper Boztepe) y Can Kırıkları (como Aslan Erçetin).
En 2019 fue elegido para interpretar el papel de Sinan Malik en la serie Sevgili Geçmiş y donde actuó junto a actrices como Ece Uslu, Sevda Erginci, Melis Sezen, Elifcan Ongurlar y Özge Özacar. Al año siguiente, en 2020, interpretó el papel de Yiğit Atahanlı en la serie Hizmetçiler. En 2020 y 2021 interpretó el papel de Flatyos en la serie Kuruluş: Osman. En 2021 interpretó el papel de Şahin Kara en la serie Baş Belası.

## Filmografía

### Cine
| Año  | Título          | Personaje | Director                |
| ---- | --------------- | --------- | ----------------------- |
| 2017 | Bir Nefes Yeter | Yaman     | Yasemin Erkul Türkmenli |
| 2018 | Bücür           | Gökhan    | Umut Kırca              |

### Televisión
| Año       | Título            | Personaje      | Notas        |
| --------- | ----------------- | -------------- | ------------ |
| 2008      | Yaban Gülü        | Burak          |              |
| 2011      | Yalancı Bahar     | Burak          | 15 episodios |
| 2011-2012 | Al Yazmalım       | İlyas Avcı     | 23 episodios |
| 2012      | Muhteşem Yüzyıl   | Leo            | 37 episodios |
| 2013-2014 | Bir Aşk Hikayesi  | Korkut Ali     | 36 episodios |
| 2014      | Günahkâr          | Ali Yusuf Tan  | 7 episodios  |
| 2015      | Racon: Ailem İçin | Adnan Korhan   | 4 episosios  |
| 2015-2016 | Acı Aşk           | Bulut Ocak     | 13 episodios |
| 2016-2017 | Kiralık Aşk       | Pamir Marden   | 13 episodios |
| 2017      | Ateşböceği        | Barış Buka     | 17 episodios |
| 2018      | Tehlikeli Karım   | Alper Boztepe  | 6 episodios  |
| 2018      | Can Kırıkları     | Aslan Erçetin  | 4 episosios  |
| 2019      | Sevgili Geçmiş    | Sinan Malik    | 8 episodios  |
| 2020      | Hizmetçiler       | Yiğit Atahanlı | 3 episodios  |
| 2020-2021 | Kuruluş: Osman    | Flatyos        | 21 episodios |
| 2021      | Baş Belası        | Şahin Kara     | 13 episodios |

## Premios y reconocimientos
Premios Mariposa Dorada de Pantene
| Año  | Categoría                        | Trabajo    | Resultado |
| ---- | -------------------------------- | ---------- | --------- |
| 2017 | Mejor actor de comedia romántica | Ateşböceği | Nominado  |
| 2018 | Mejor actor de comedia romántica | Ateşböceği | Nominado  |